# Propileje, München
Propileje na zahodni strani münchenskega Königsplatza je zgradil Leo von Klenze v imenu kralja Ludvika I. Bavarskega v obliki vhoda v tempelj (propileje). Poleg obeliska na Karolinenplatzu so edina zgradba Lea von Klenzeja, ki mu jo je Ludvik I. zaupal v mestu München.

## Zgodovina
Stavbo, zgrajeno v dorskem slogu, je leta 1862 dokončal Leo von Klenze in spominja na monumentalni vhod Propileje na Atensko akropolo. Vrata so nastala kot spomin na prestol Otona Grškega, sina bavarskega kralja Ludvika I..
Že leta 1816 so bile Propileje v zgodnji fazi načrtovanja, vendar je minilo 30 let, preden je bilo izdano naročilo za njihovo gradnjo. Klenze je naslikal podobo načrtovanih propilej, da bi promoviral projekt. Po odstopu kralja Ludvika I. leta 1848 je bil projekt postavljen pod vprašaj, saj do takrat München ni potreboval več mestnih vrat. Končno je Ludvik I. gradnjo financiral iz svojih zasebnih virov, kot simbol prijateljstva med Grčijo in Bavarsko, pa tudi spomenik grški vojni za neodvisnost. 
Propileje so bile odprta tik pred odstopom kralja Otona kot bavarskega kralja Grčije. Med obiskom Peloponeza leta 1862 se je v Grčiji začel državni udar, nastala je začasna vlada. Ambasadorji velikih sil so kralja Otona pozvali, naj se ne upre, kralj in kraljica pa sta se zatekla na britansko vojno ladjo in se vrnila na Bavarsko. Propileje so tako tudi spomenik propadlega secundogeniture Wittelsbacha.

## Arhitektura
Propileje so zadnja, čisto klasicistična stavba v Münchnu. Leo von Klenze jih je oblikoval po vzorcu propilej na Atenski akropoli.
Zgrajene so bile skoraj brezhibno iz velikih kvadrov in zaključile zasnovo Königsplatza. Tako je bil zaključen obstoječi klasični kanon: jonsko Gliptoteko in korintsko Državno zbirko starin in Propileje s svojimi dorskimi stebri.
V pripravah je Klenze uporabljal dokumentacijo o propilejah v Atenah in pregledal »še vedno stoječa Messinska vrata«. Potem se je odločil, da bočno obda mestna vrata z dvema stolpoma. Poleg tega so bila mestna vrata obrobljena desno in levo s tremi dorskimi stebri. Ti stebri so na dvignjeni ploščadi in nosijo trikotni timpanon, ki ga je Ludwig von Schwanthaler okrasil s figuriranim frizom. Schwanthaler je oblikoval tudi relief na stenah stolpov.
Vsak od obeh stolpov je mogočen kuboid z velikim portalom in odprtim prostorom zgoraj. Dva portala stolpov sta služila tovornemu prometu. Monumentalna vrata sredi Propilej so bila rezervirana za kolesarje in kočije. Spodnja stran streh stolpov je bila zasnovana kot kasetiran strop. Če bi se želeli dvigniti med stolpe, bi se morali vzpeti čez ograjo do ravne strehe spodnjega srednjega dela. Tam je treba najti zaščito v primeru obrambe za spodnjo steno.
Medtem ko je zunaj mogoče najti dorske stebre, jonski stebri nosijo strešne tramove Propilej. Poleg tega tloris kot tudi prerez vrat kažeta, da je klet zgradbe mogoče prečkati po stopnicah, ploščadih in prehodih.
Takratni klasični arhitekti so vedeli, da so bili grški templji pobarvani. Na žalost ni bilo znano, kako je antična Grčija uspela zagotoviti marmorne površine s svetlimi barvami. Leo von Klenze je hotel zgraditi čudovito barvno shemo, vendar ni našel rešitve za uporabo barv. Namesto tega je načrtoval plastične okraske Propilej.